# Copa Ciudad de La Serena 1998
La Copa Ciudad de La Serena 1998 fue la tercera edición de la Copa Ciudad de La Serena con clubes participantes extranjeros. Se disputó entre el 27 de enero y el 1 de febrero. El formato usado en esta competencia, fue el sistema mixto, en el inicio dos grupos de tres equipos cada uno, con puntaje, para definir los dos primeros de cada grupo, en un partido, al campeón y subcampeón y los dos segundos definir el tercer y cuarto lugar.  
Los partidos fueron albergados por el Estadio La Portada de La Serena. 

## Primera fase
En el Grupo A,  participaron Deportes La Serena, El Club Croacia Zagreb de  Croacia y Ferencváros de Hungría,  y en el Grupo B participaron Colo Colo, Hajduk Split de Croacia y el Legia Varsovia de Polonia.

## Clasificatorias
Disputadas bajo el sistema de puntaje en dos grupos de tres equipos cada uno.
| Copa Ciudad de La Serena 1998 Primera etapa clasificatoria – Grupo A.; 27 de enero de 1998 | Deportes La Serena | 1:2' | Croacia Zagreb | Estadio La Portada, La Serena (Chile) |  |

| Copa Ciudad de La Serena 1998 Primera etapa clasificatoria – Grupo A.; 29 de enero de 1998, | Deportes La Serena | 2:4' | Ferencváros | Estadio La Portada, La Serena (Chile) |  |

| Copa Ciudad de La Serena 1998 Primera etapa clasificatoria – Grupo A.; 30 de enero de 1998, | Croacia Zagreb | 3:2' | Ferencváros | Estadio La Portada, La Serena (Chile) |  |

### Tabla Posiciones Grupo A
| Equipo         | Pts | PJ | PG | PE | PP | GF | GC | Dif |
| -------------- | --- | -- | -- | -- | -- | -- | -- | --- |
| Croacia Zagreb | 6   | 2  | 2  | 0  | 0  | 5  | 3  | 2   |
| Ferencváros    | 3   | 2  | 1  | 0  | 1  | 6  | 5  | 1   |
| Dep. La Serena | 0   | 2  | 0  | 0  | 2  | 3  | 6  | -3  |

| Copa Ciudad de La Serena 1998 Primera etapa clasificatoria – Grupo B.; 28 de enero de 1998, | Colo Colo    | 1:2' | Hajduk Split | Estadio La Portada, La Serena (Chile) |  |
|                                                                                             | Héctor Tapia |      |              |                                       |  |

| Copa Ciudad de La Serena 1998 Primera etapa clasificatoria – Grupo B.; 29 de enero de 1998, | Hajduk Split | 4:0' | Legia Varsovia | Estadio La Portada, La Serena (Chile) |  |

| Copa Ciudad de La Serena 1998 Primera etapa clasificatoria – Grupo B.; 30 de enero de 1998, | Colo Colo       | 1:1 (4-2) Penales. | Legia Varsovia | Estadio La Portada, La Serena (Chile) |  |
|                                                                                             | Matías Guerrero |                    |                |                                       |  |

### Tabla Posiciones Grupo  B
| Equipo         | Pts | PJ | PG | PE | PP | GF | GC | Dif |
| -------------- | --- | -- | -- | -- | -- | -- | -- | --- |
| Hajduk Split   | 6   | 2  | 2  | 0  | 0  | 6  | 1  | 5   |
| Colo Colo      | 1   | 2  | 0  | 1  | 1  | 2  | 3  | -1  |
| Legia Varsovia | 1   | 2  | 0  | 1  | 1  | 1  | 5  | -4  |

### Tercer lugar
Colo Colo disputó el tercer lugar contra los húngaros del Ferencváros,  ganando los albos por un marcador de 5-2.
| Copa Ciudad de La Serena 1998 Tercer lugar; 1 de febrero de 1998 | Colo Colo                                                  | 5:2' | Ferencváros          | Estadio La Portada, La Serena (Chile) |                         |
|                                                                  | Marcelo Espina 19' Héctor Tapia 30' 32' 34' Raúl Muñoz 64' |      | Horvth 38' (pen) 19' | Árbitro(s): Luis Osorio               | Árbitro(s): Luis Osorio |

### Final
Entre equipos croatas Croacia Zagreb y Hajduk Split jugaron la final, la cual terminó la victoria 1-0 a favor del primero. 
| 1 de febrero de 1998, | Croacia Zagreb  | 1:0 | Hajduk Split | Estadio La Portada, La Serena            |                                          |
|                       | Edin Mujcin 27' |     |              | Asistencia: Sin datos sobre espectadores | Asistencia: Sin datos sobre espectadores |

| Croacia                |
| Campeón Croacia Zagreb |